# Klingon

Kahless cel de neuitat, întemeietorul Imperiului Klingonian

Worf, primul personaj principal klingonian care apare în Star Trek

Steagul Imperiului Klingonian

Klingonienii (Klingoniană: tlhIngan) sunt o rasă războinică fictivă din universul Star Trek. În anii 1960, în serialul de televiziune Star Trek: Seria originală, erau principalii antagoniști ai echipajului navei USS Enterprise. Au apărut în toate cele cinci seriale Star Trek care au urmat și în opt filme de lungmetraj. În cele din urmă Klingonienii au ajuns să fie un aliat apropiat al omenirii și ai Federației Unite a Planetelor în ultimele seriale de televiziune. În serialul din anii 1990 Star Trek: Deep Space Nine, Federația Unită a Planetelor este angajată într-un scurt război cu Klingonienii. Mai târziu, în acest serial, cele două entități se unesc cu Romulanii pentru a lupta împotriva Dominionului. 
Așa cum au fost creați inițial de scenaristul Gene L. Coon, klingonienii erau umanoizi negricioși caracterizați în principal de cruzime plină de mândrie și brutalitate. Totalitari, având o societate marțială bazată pe munca sclavilor, aceștia reflectă analogii atât cu Germania nazistă cât și cu Uniunea Sovietică. Deși tensiunile războiului rece sunt evidente în caracterizarea acestora, creatorul francizei Star Trek Gene Roddenberry nu a intenționat nicio paralelă politică explicită. Cu un buget mare pentru machiaj și efecte, Klingonienii au fost complet reconcepuți în Star Trek: Filmul (1979), aceștia având de data asta frunți crestate lucru care a creat o eroare de continuitate care nu a fost explicată de canonul Star Trek până în 2005. În filmele următoare și în serialul spin-off Star Trek: Generația următoare, trăsăturile militariste ale Klingonienilor au fost întărite printr-un sentiment crescut al onoarei și un cod strict războinic similar cu conceptul japonez bushido.
Klingonienii au fost creați de către scenaristul Gene L. Coon și au apărut prima oară în episodul original "Errand of Mercy" (1967). Ei au fost denumiți după locotenentul Wilbur Clingan, care a fost colegul creatorului francizei  Star Trek Gene Roddenberry în cadrul Departamentului de Poliție din Los Angeles.

## Qo'noS
Qo'noS (sau Q'onoS) este o planetă de clasa M din sistemul omonim, este capitala și planeta-mamă a klingonienilor. Are o lună, Praxis. Sistemul stelar se află în Sectorul 70 (Sectorul Qo'noS) din blocul 27, sectorul Omega Leonis din Cuadrantul Galactic Beta. Coordonatele exacte ale planetei sunt  43.89.26.05. Qo'noS se află la 4 zile de Soarele nostru la viteza de 4,5 warp (nouăzeci de ani-lumină față de sistemul solar, așa cum reiese din episoadele Star Trek: Enterprise "Broken Bow", "Two Days and Two Nights").
Descrisă ca o "planetă de peșteri", planeta era formată dintr-o serie de vulcani subterani, într-o stare latentă de secole, până la punctul de a fi considerați dispăruți, înainte de reveni din nou la viață în anii 2250. Unele peșteri erau de dimensiuni substanțiale, inclusiv peșterile care nu erau conectate la sistemul vulcanic, așa cum reiese din episoadele Star Trek: Discovery "The War Without, The War Within", "Will You Take My Hand?"
Fiind  lumea de origine a klingonienilor și lumea-capitală a Imperiului Klingonian, Qo'noS a găzduit Înaltul Consiliu Klingonian și alte instituții importante. Așa cum Quark a afirmat, capacitatea warp a fost realizată cândva după anul terestru 1947, iar warp 6 a fost realizat cu ceva timp înainte de 2152, așa cum reiese din episoadele TNG: "Rightful Heir"; DS9: "Little Green Men"; VOY: "Day of Honor"; ENT: "Judgment".

## Vezi și
- Limba klingoniană
- "Day of the Dove"